# Dlouhohrající deska

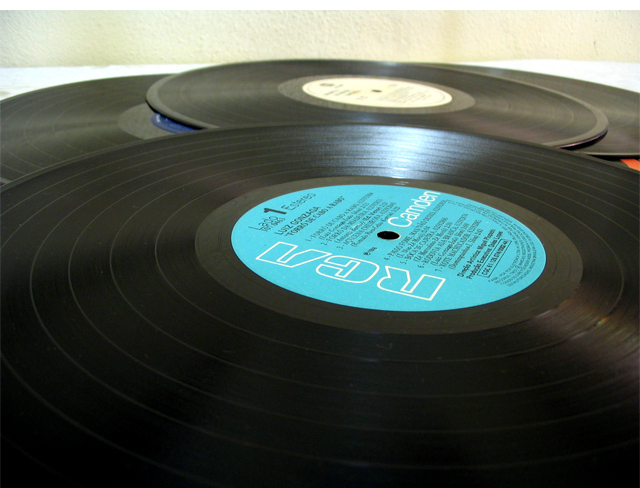
LP desky

Dlouhohrající deska (zkratka LP vlastní termín pochází z anglického long play, lidově zvaná elpíčko nebo také slangově elpé či elpí) je jeden z typů gramofonové desky.
Její průměr činí 30 cm a přehrává se frekvencí 33⅓ ot/min. Obyčejně LP obsahovalo zhruba do 50 minut stereofonně zaznamenané hudby nebo až do 80 minut mluveného slova (tzv. supralong – LP deska s menší roztečí záznamových drážek). Pro úplnost je třeba také říci, že zejména v 50. a 60. letech 20. století byly občas vydávány i LP desky pro poloviční rychlost přehrávání záznamu, tedy 16⅔ rpm; tato snížená rychlost se používala zejména pro záznam mluveného slova nebo i tam, kde nebyly kladeny přílišné nároky na technickou kvalitu záznamu (instruktážní desky, výukové desky, zvuková dokumentace společenských událostí apod. – desky se v tehdejší době využívaly v praxi mnohem více než v 70. a 80. letech 20. století, kdy část jejich funkcí převzaly magnetofony). Deska 16⅔ rpm o průměru 30 cm obsahovala i přes 78 minut záznamu na jedné straně (např. Zvonokosy, Supraphon 1969). Některá vydavatelství (VOX, Prestige, JVC…) učinila na přelomu 50. a 60. let několik pokusů o vydávání hudebních titulů s rychlostí 16⅔ rpm, ale brzy od této praxe ustoupila.
U běžných LP desek s otáčkami 33⅓ rpm byl počet skladeb (resp. zvukových záznamů) zcela libovolný, omezen byl pouze délkou záznamu na jedné straně desky – ten činil zhruba max. 25 minut. U běžné populární hudby se obvykle počet skladeb na jedné LP desce pohyboval v rozmezí 8 až 16 skladeb (třeba písniček). U vážné či jazzové hudby, jakož i hudby jiných žánrů byl počet skladeb různý. Rozsáhlejší hudební díla bývala vydávána na vícediskových kompletech (kupř. opery, oratoria, symfonické cykly, souborná díla komorní hudby apod.). Větší počty LP byly v těchto případech uloženy v tvrdších a tlustších kartonových obalech vždy společně, často byly tyto několikadeskové komplety doplněny o doprovodnou dokumentaci ve formě textové brožury přiložené k deskám. Do běžných papírových obalů se samozřejmě vkládaly samostatné LP desky, někdy také i dva kusy tematicky spojených LP, kterým se slangově říkalo dvojelpo.

## Historie
První pokus o prosazení LP desky učinila v roce 1931 společnost RCA Victor. Kvalita desky ale byla neuspokojivá a chybělo vhodné přehrávací zařízení. Práce na vývoji LP pokračovaly i v průběhu druhé světové války v laboratořích společnosti CBS. První série nových desek se objevila na trhu v roce 1948. V červnu 1948 byla v New Yorku novinářům přehrána první dlouhohrající vinylová deska, tzn. vyrobena z PVC. Jednalo se o monofonní záznam nahrávky vážné hudby v délce 23 minut. Velmi brzy se LP deska ukázala jako ideální médium pro nahrávání vážné hudby, protože její časové možnosti lépe odpovídaly větším plochám, které jsou ve vážné hudbě obvyklé.
V 50. letech se v oblasti repertoáru jevil výrazný rozdíl mezi LP deskou a singlem. LP deska byla cenově nákladnější a byla záležitostí především starší a střední generace. Na LP deskách převládala vážná hudba nebo starší populární hudba.
V průběhu 60. let se tento rozdíl postupně stíral. Na počátku rockové a pop skupiny vydávaly singly, kde na straně A byl vždy atraktivní hit a na straně B nějaká hudebně náročnější nahrávka. Úspěšná singlová nahrávka se obvykle stávala základem dramaturgie následující LP desky. Postupem času se některé skupiny nahrávání singlů úplně vzdaly a od 70. let se situace úplně obrátila. Nejúspěšnější nahrávky z LP desky bývají dodatečně vydávány na singlech.